# Estentor
Estentor (do grego: Στέντωρ; gen.: Στέντορος) é um personagem da Ilíada, um dos heróis que participaram do cerco de Troia, segundo Homero. Sua voz era tão forte como a de 50 homens potente. Segundo um escólio a Homero, Estentor foi fulminado pelo deus Hermes, após desafiá-lo num duelo de falsetes, e ter perdido. 